# 즈데노 치게르
즈데노 치게르(슬로바키아어: Zdeno Cíger, 1969년 10월 19일~)는 슬로바키아의 아이스하키 선수, 감독으로 포지션은 레프트윙이다. 내셔널 하키 리그(NHL)의 뉴저지 데블스, 에드먼턴 오일러스, 뉴욕 레인저스, 탬파베이 라이트닝 소속으로 뛰었으며, NHL 통산 352경기 출전했다.
국제 대회에 체코슬로바키아와 슬로바키아 국가대표로 참가하였으며, 체코슬로바키아 국가대표로서 1989년과 1990년 세계 선수권 대회에서 동메달을 획득했다. 이후 슬로바키아 국가대표로서 1998년 동계 올림픽에 참가하였으며, 2003년 세계 선수권 대회에서 동메달을 획득했다.
은퇴 후 지도자가 되어 슬로반 브라티슬라바과 슬로바키아 대표팀 감독을 지냈다.